# 新習志野駅

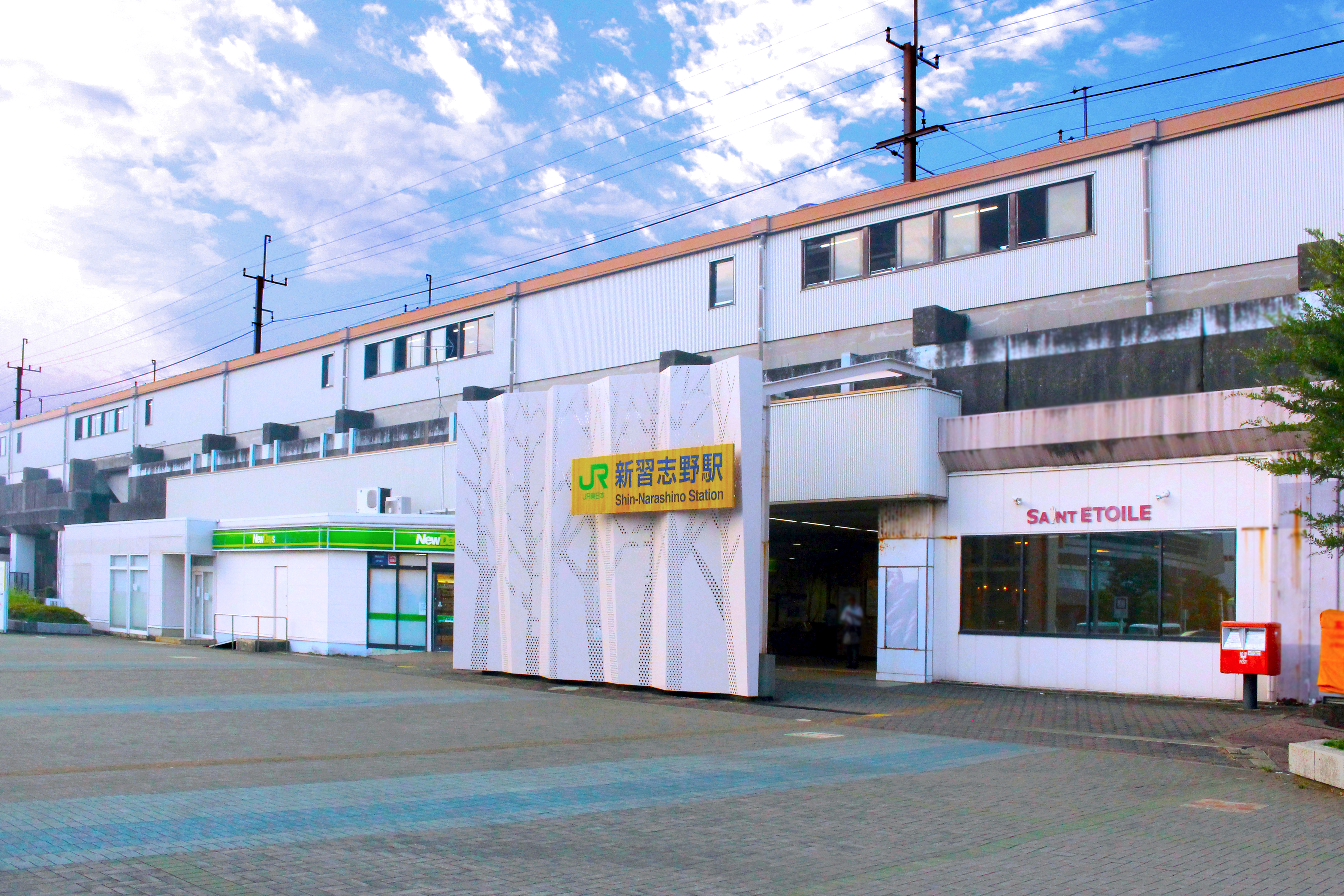
南口（2024年8月）

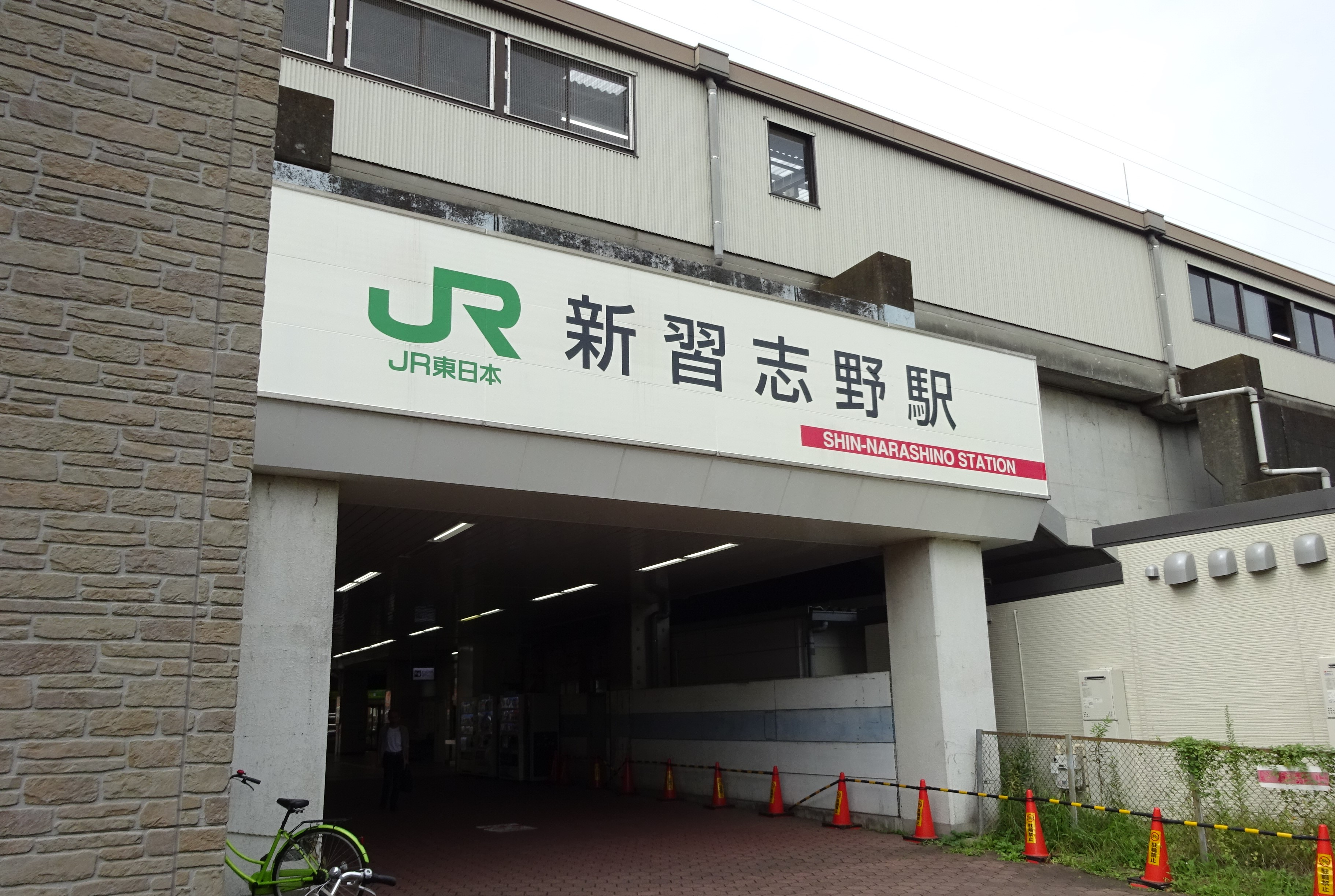
北口（2017年9月）

新習志野駅（しんならしのえき）は、千葉県習志野市茜浜二丁目にある、東日本旅客鉄道（JR東日本）京葉線の駅である。西船橋駅から武蔵野線に乗り入れる列車も停車する。駅番号はJE 12。

## 歴史
開業前は「鷺沼」の仮称だった。現在の駅名は「鷺沼」や「鷺沼海岸」・「習志野浜」など幾つかの駅名案から習志野市の新しい中心地としての意味を込めて付けられた。現在は京葉線の「鷺沼高架橋」に名残りがある。なお、実際の鷺沼地区は当駅から1キロメートル以上離れており、鷺沼地区の最寄は習志野市ハッピーバスの利用、または京成津田沼駅である。
- 1986年（昭和61年）3月3日：開業[1]。
- 1987年（昭和62年）4月1日：国鉄分割民営化に伴い、東日本旅客鉄道（JR東日本）の駅となる。
- 2001年（平成13年）11月18日：ICカード「Suica」の利用が可能となる[広報 1]。
- 2007年（平成19年）3月15日：発車メロディ導入。
- 2016年（平成28年）3月9日：みどりの窓口の営業を終了[2]。
- 2021年（令和3年）11月18日：駅ナカシェアオフィス「STATION WORK」のテレワークブース「STATION BOOTH」が開設[3]。

## 駅構造
島式ホーム1面2線を単式ホーム1面1線2本が挟む、計3面4線のホームを持つ高架駅で、駅舎は高架下にある。
外側の1・4番線が本線で、内側の2・3番線は副本線となっている他、海浜幕張駅までの途中にある車両基地（京葉車両センター）へも繋がっている。
指定席券売機・自動券売機・自動改札機・自動精算機設置駅。新浦安営業統括センター管内の管理駅として南船橋駅を管理している。
武蔵野線直通列車はラッシュ時のみ海浜幕張駅まで乗り入れ、日中はすべて手前の南船橋止まりとなっている。なお、大宮駅発着の「しもうさ号」は海浜幕張駅まで乗り入れる。またしもうさ号には海浜幕張駅のみならず当駅始発のものもある。
2024年2月3日現在のところ快速は停車しない。快速設定当初は夜間に上総一ノ宮駅または君津駅始発当駅止まりの快速が数本運転されており、その列車のみが当駅に停車していた（内房線・外房線内のみ快速運転を行い、京葉線内は各駅に停車）。

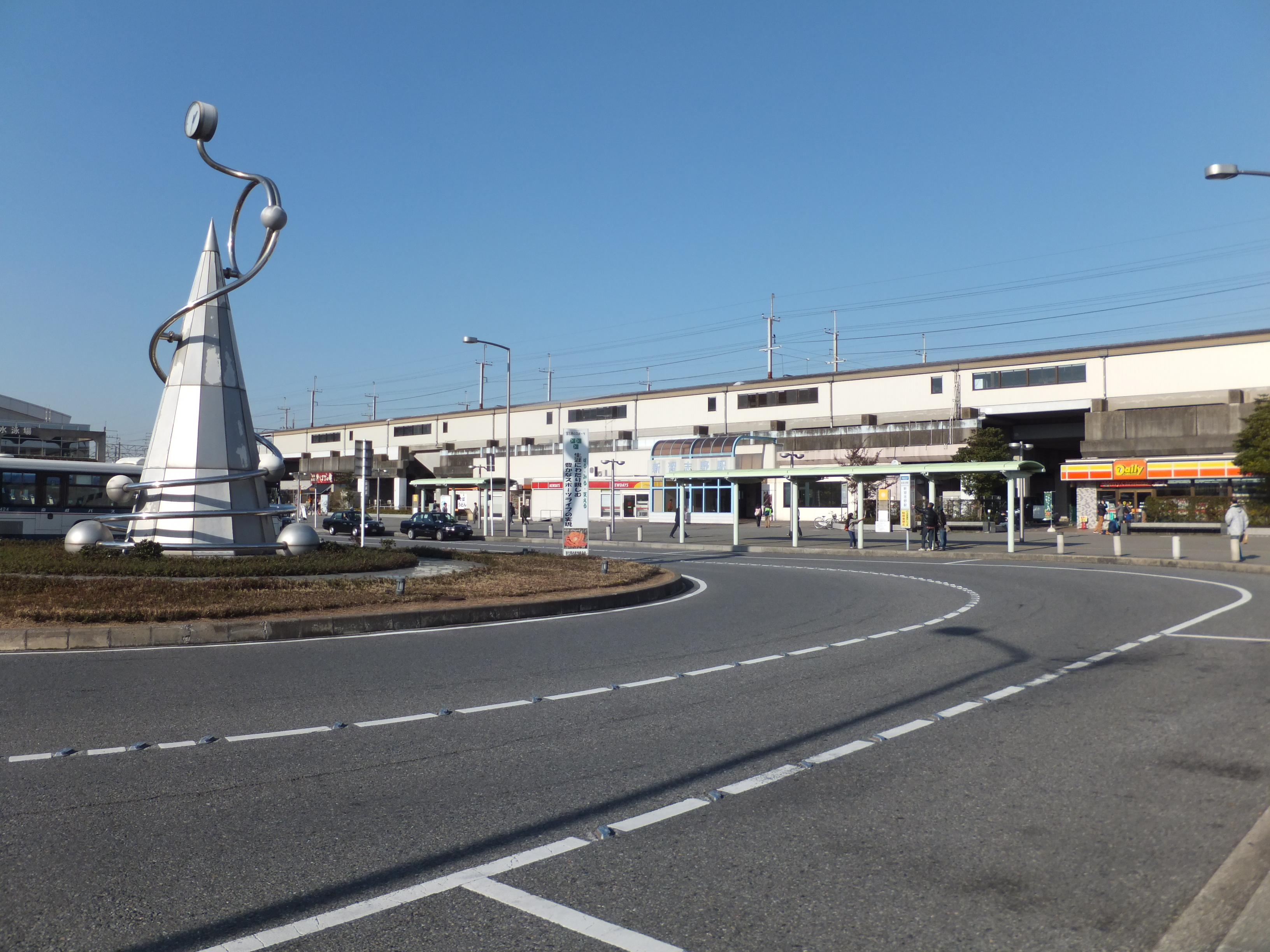
駅前ロータリー（2013年12月）
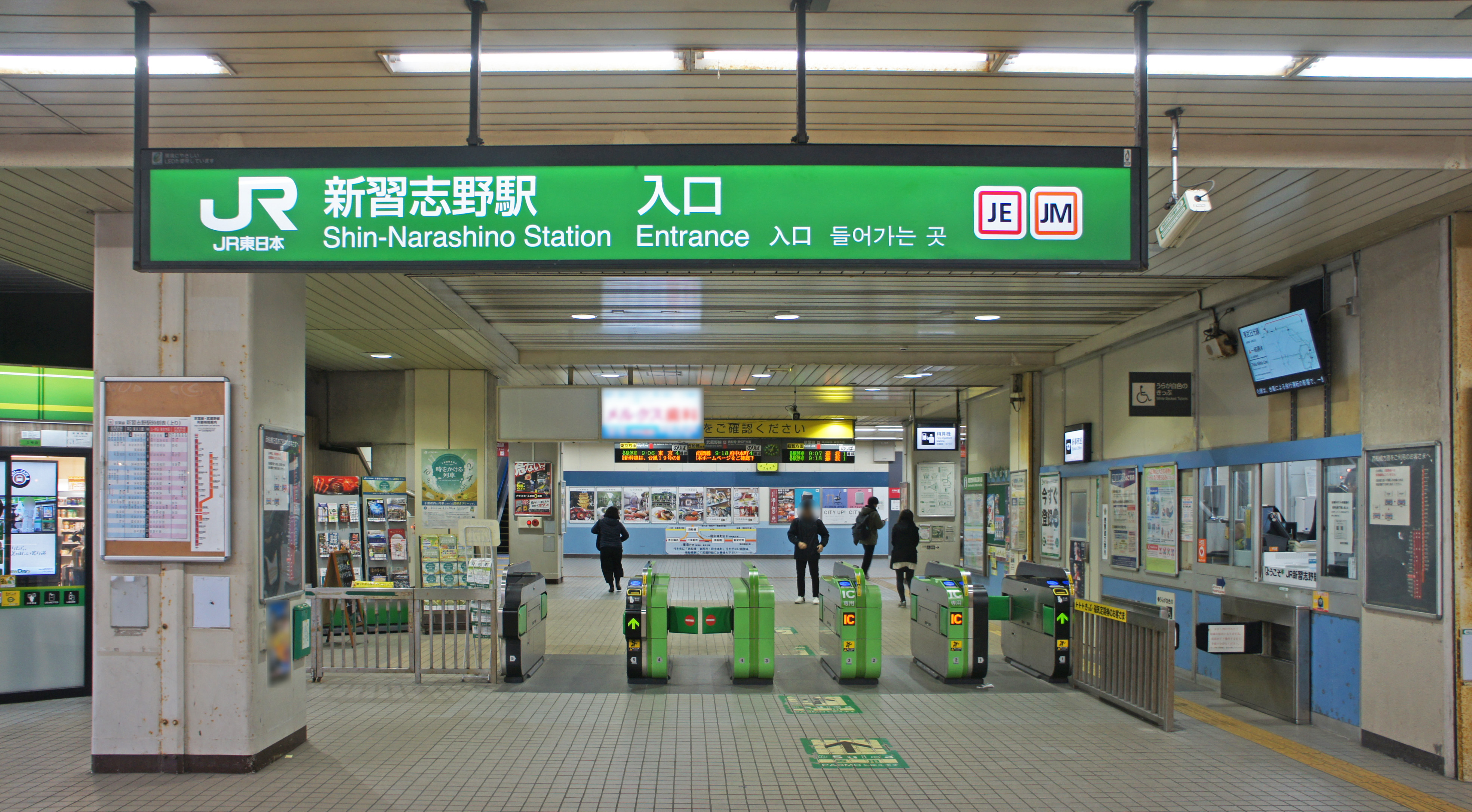
改札口（2019年12月）

### のりば
| 番線    | 路線     | 方向 | 行先                   | 備考                      |
| ------- | -------- | ---- | ---------------------- | ------------------------- |
| 1・2    | 京葉線   | 下り | 海浜幕張・蘇我方面     |                           |
| 2・3・4 | 京葉線   | 上り | 舞浜・新木場・東京方面 |                           |
| 2・3・4 | 武蔵野線 | -    | 西船橋・新松戸方面     | 海浜幕張からの直通は4番線 |

（出典：JR東日本:駅構内図）
- 1991年頃までは、当駅での分割・併合や、東京行の6両編成の運用も存在していた。

### 副本線について
- 2・3番線は出・入庫のため、当駅始発・当駅止まり（回送列車）と通過待ちに使用される。当駅止まりの電車の多くは到着後京葉車両センターに回送されるが、ホームで直接折り返す列車も設定されている。
- 当駅始発蘇我行は朝の数本を除き2番線から発車する。(※一部は下り本線の1番線から発車)
- 東京方面および武蔵野線系統（西船橋・新松戸・南浦和方面）は原則として3番線を使用するが、一部列車は2番線を使用する。
- 平日・土休日とも、一部の各駅停車が当駅で特急の通過待ちを行う。平日朝夕の一部は快速の通過待ちも行う（快速の通過待ちは平日夕方下り1本のみ）。かつて設定されていた通勤快速の通過待ちもあった。なお一部の各駅停車は、当駅で快速・特急の通過待ちがなくても2番線または3番線で発着する列車がある[5]。
- ホームの外側には線路を増設出来るスペースが、ホームの前後にはホームを延伸出来るスペースがある。

### 配線図
| 運転番線 | 営業番線 | ホーム | 東京・西船橋方面着発 | 蘇我方面着発 | 入出区着発 | 備考       |
| -------- | -------- | ------ | -------------------- | ------------ | ---------- | ---------- |
| 1        | 1        | 10両分 | 到着可               | 出発可       | 入出区可   | 下り主本線 |
| 2        | 2        | 10両分 | 到着・出発可         | 出発可       | 入出区可   |            |
| 3        | 3        | 10両分 | 到着・出発可         | 到着可       | 入出区可   |            |
| 4        | 4        | 10両分 | 出発可               | 到着可       | 不可       | 上り主本線 |

- 主本線を発着する場合は通過が可能。
- 京葉車両センターとの入出区線は、どちらも両方向に走行可能（単線並列）。

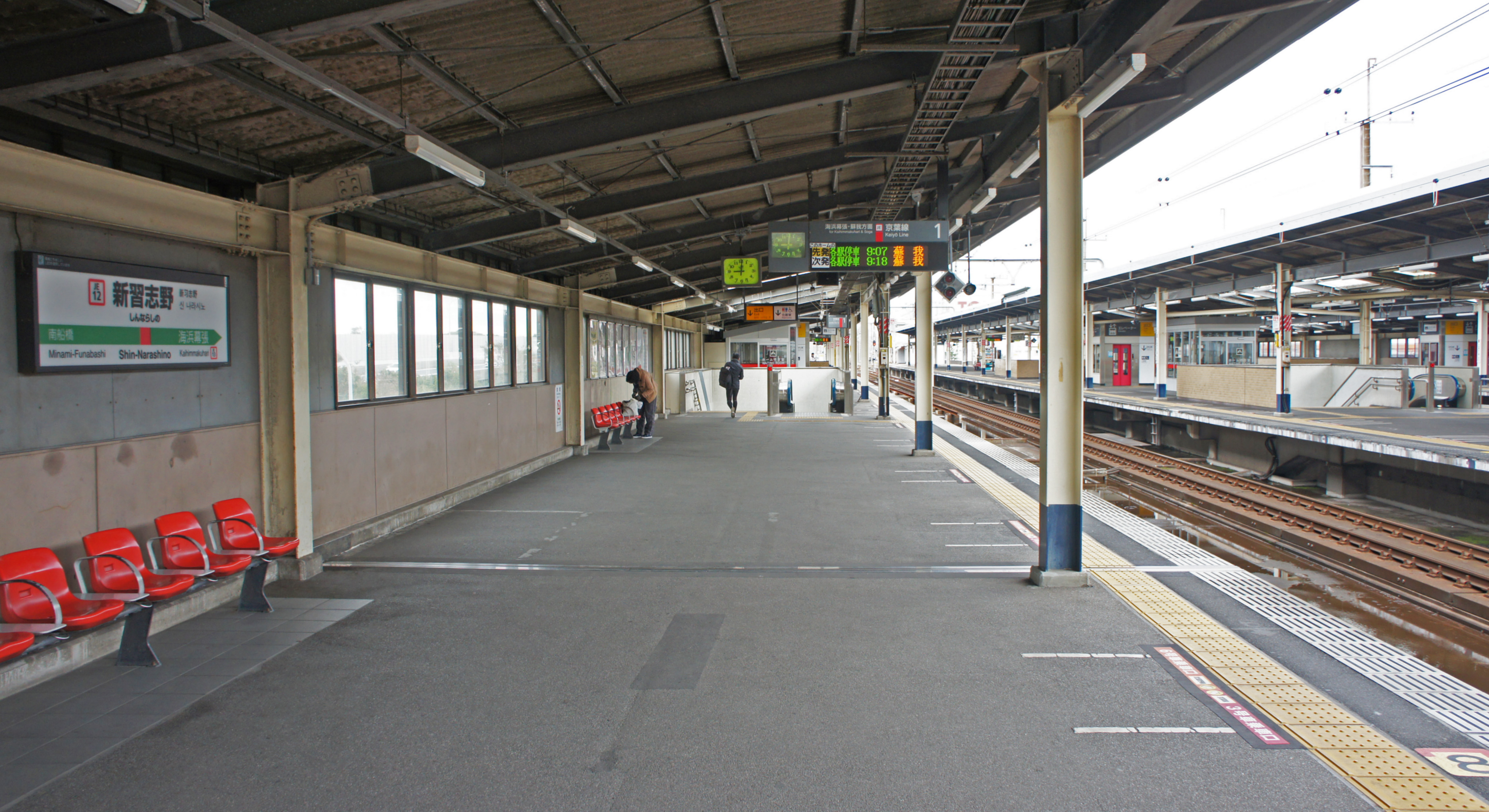
1番線ホーム（2019年12月）
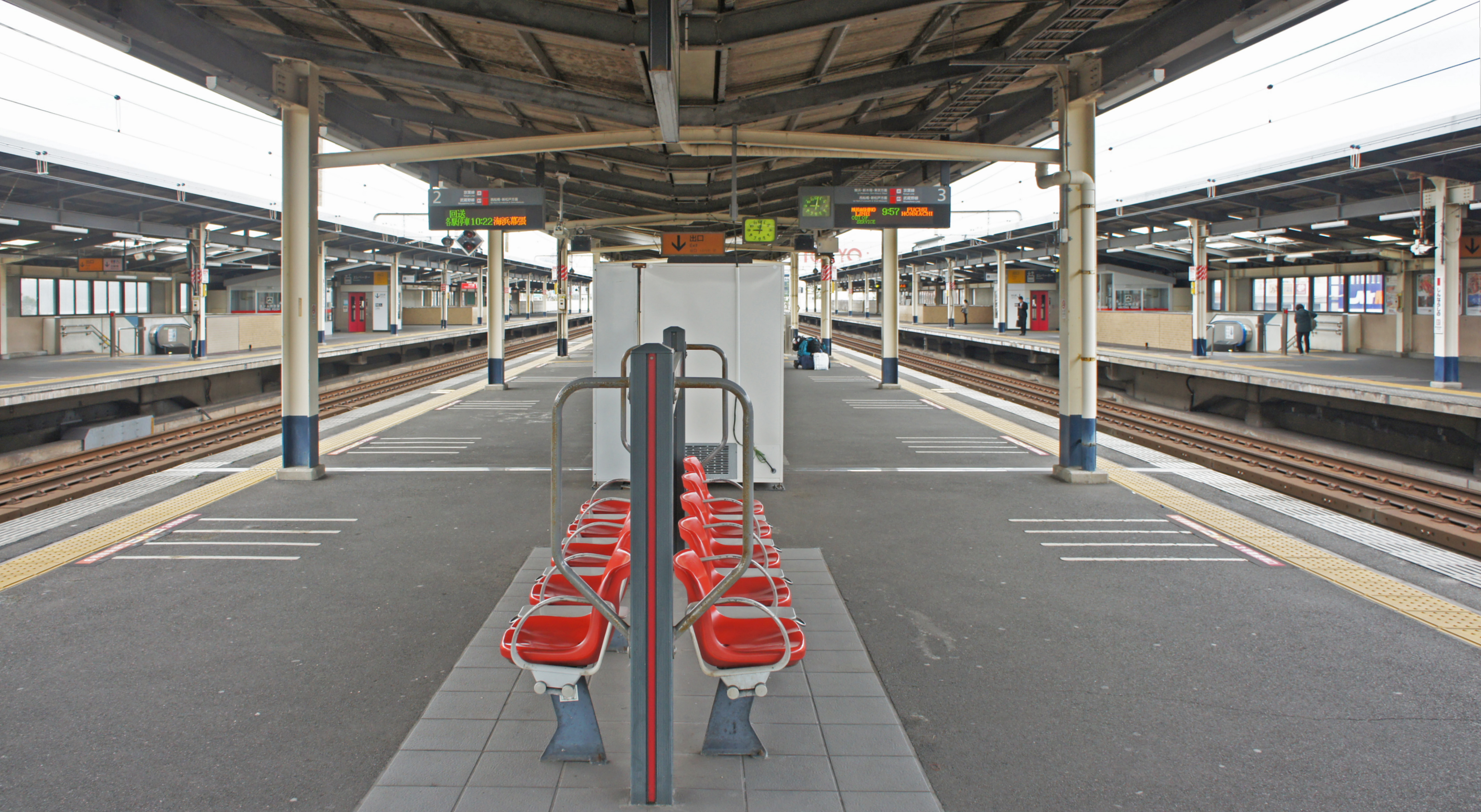
2・3番線ホーム（2019年12月）
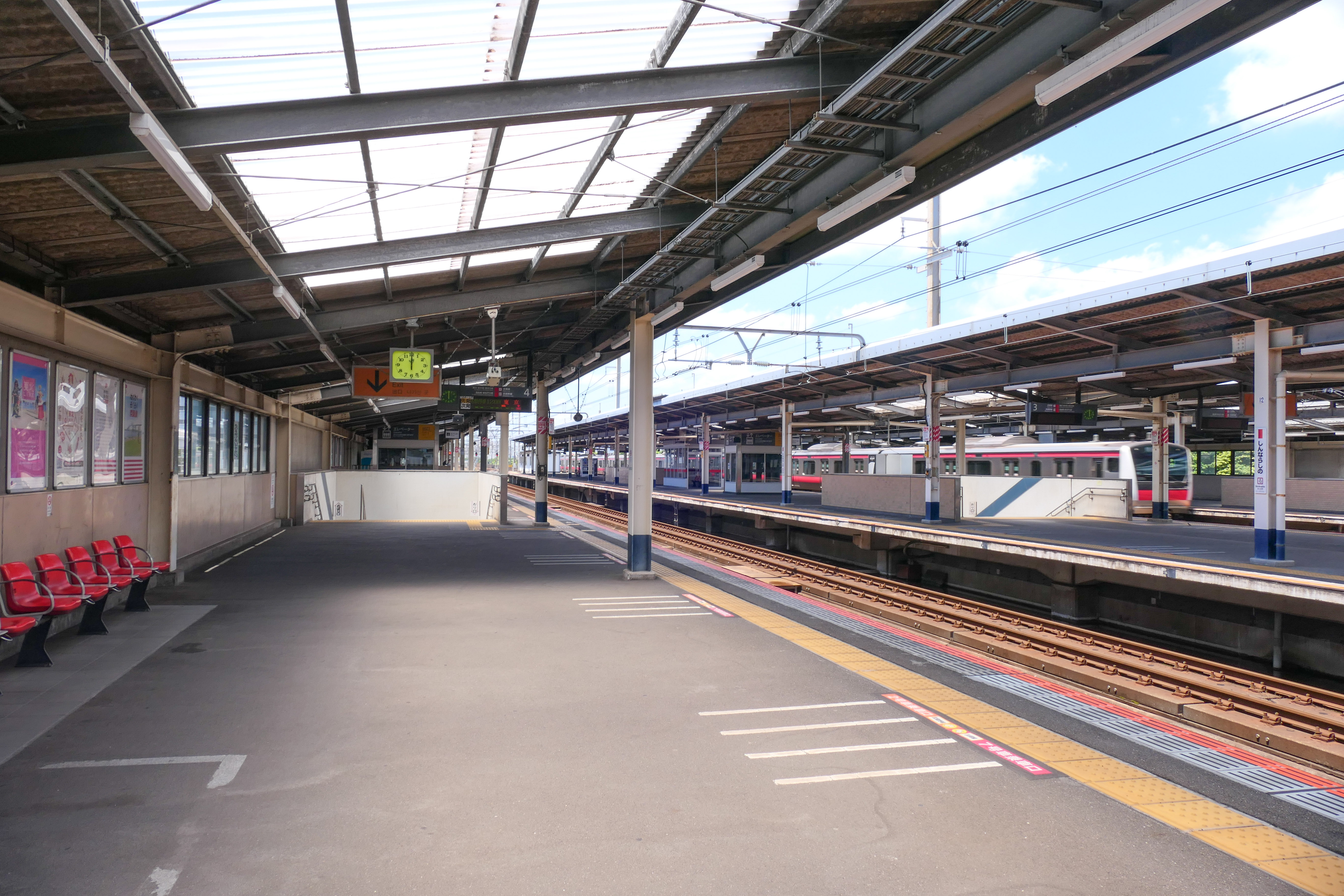
4番線ホーム（2021年6月）
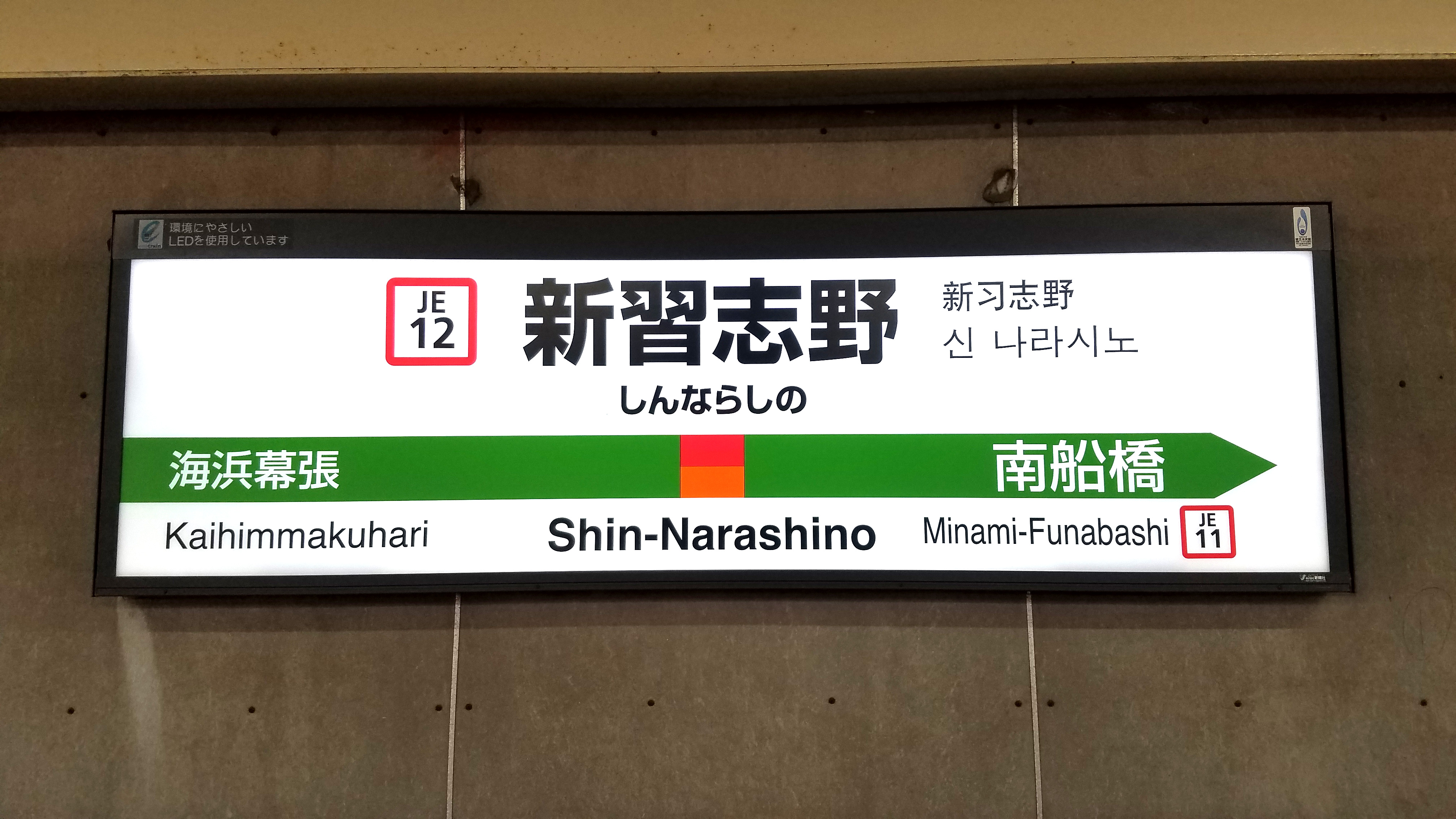
駅名標（2022年1月）

## 利用状況
2023年（令和5年）度の1日平均乗車人員は11,655人である。
開業後の1日平均乗車人員の推移は下記の通り。
| 年度               | 1日平均 乗車人員 | 出典     |
| ------------------ | ---------------- | -------- |
| 1985年（昭和60年） | 1,829            | [ * 1 ]  |
| 1986年（昭和61年） | 3,081            | [ * 2 ]  |
| 1987年（昭和62年） | 4,020            | [ * 3 ]  |
| 1988年（昭和63年） | 5,294            | [ * 4 ]  |
| 1989年（平成元年） | 5,468            | [ * 5 ]  |
| 1990年（平成02年） | 7,414            | [ * 6 ]  |
| 1991年（平成03年） | 8,296            | [ * 7 ]  |
| 1992年（平成04年） | 8,876            | [ * 8 ]  |
| 1993年（平成05年） | 9,204            | [ * 9 ]  |
| 1994年（平成06年） | 9,262            | [ * 10 ] |
| 1995年（平成07年） | 9,660            | [ * 11 ] |
| 1996年（平成08年） | 9,580            | [ * 12 ] |
| 1997年（平成09年） | 9,536            | [ * 13 ] |
| 1998年（平成10年） | 9,444            | [ * 14 ] |
| 1999年（平成11年） | 9,284            | [ * 15 ] |
| 2000年（平成12年） | 9,912            | [ * 16 ] |
| 2001年（平成13年） | 10,463           | [ * 17 ] |
| 2002年（平成14年） | 10,493           | [ * 18 ] |
| 2003年（平成15年） | 10,835           | [ * 19 ] |
| 2004年（平成16年） | 10,877           | [ * 20 ] |
| 2005年（平成17年） | 11,380           | [ * 21 ] |
| 2006年（平成18年） | 12,074           | [ * 22 ] |
| 2007年（平成19年） | 12,712           | [ * 23 ] |
| 2008年（平成20年） | 12,684           | [ * 24 ] |
| 2009年（平成21年） | 12,791           | [ * 25 ] |
| 2010年（平成22年） | 12,678           | [ * 26 ] |
| 2011年（平成23年） | 12,532           | [ * 27 ] |
| 2012年（平成24年） | 12,890           | [ * 28 ] |
| 2013年（平成25年） | 13,259           | [ * 29 ] |
| 2014年（平成26年） | 13,185           | [ * 30 ] |
| 2015年（平成27年） | 13,525           | [ * 31 ] |
| 2016年（平成28年） | 13,525           | [ * 32 ] |
| 2017年（平成29年） | 13,658           | [ * 33 ] |
| 2018年（平成30年） | 13,561           | [ * 34 ] |
| 2019年（令和元年） | 13,295           | [ * 35 ] |
| 2020年（令和02年） | 9,106            |          |
| 2021年（令和03年） | 10,559           |          |
| 2022年（令和04年） | 11,330           |          |
| 2023年（令和05年） | 11,655           |          |

備考
1. ↑  1986年3月3日開業。開業日から同年3月31日までの計29日間を集計したデータ。

## 駅周辺
- 国道357号

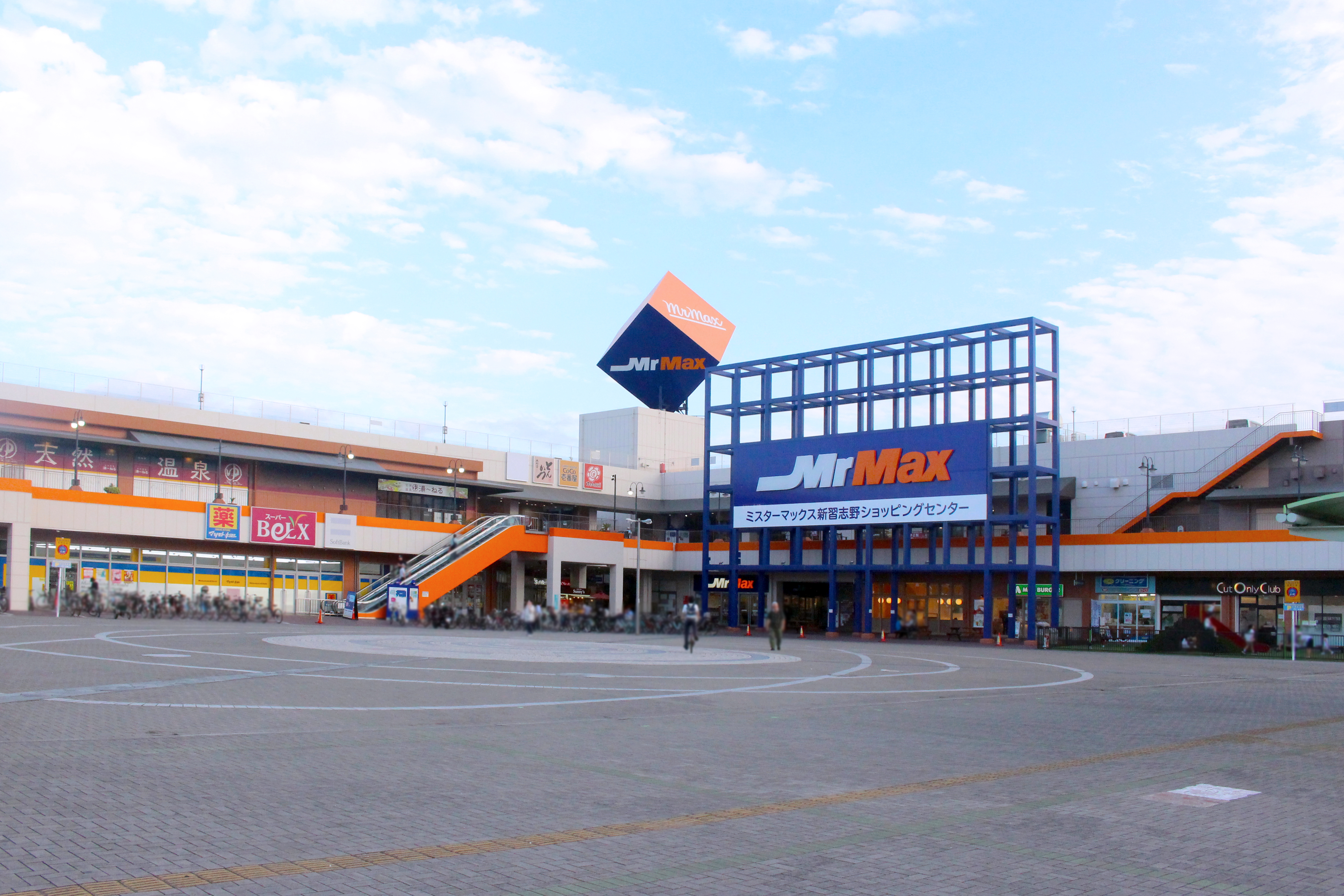
ミスターマックス 新習志野店

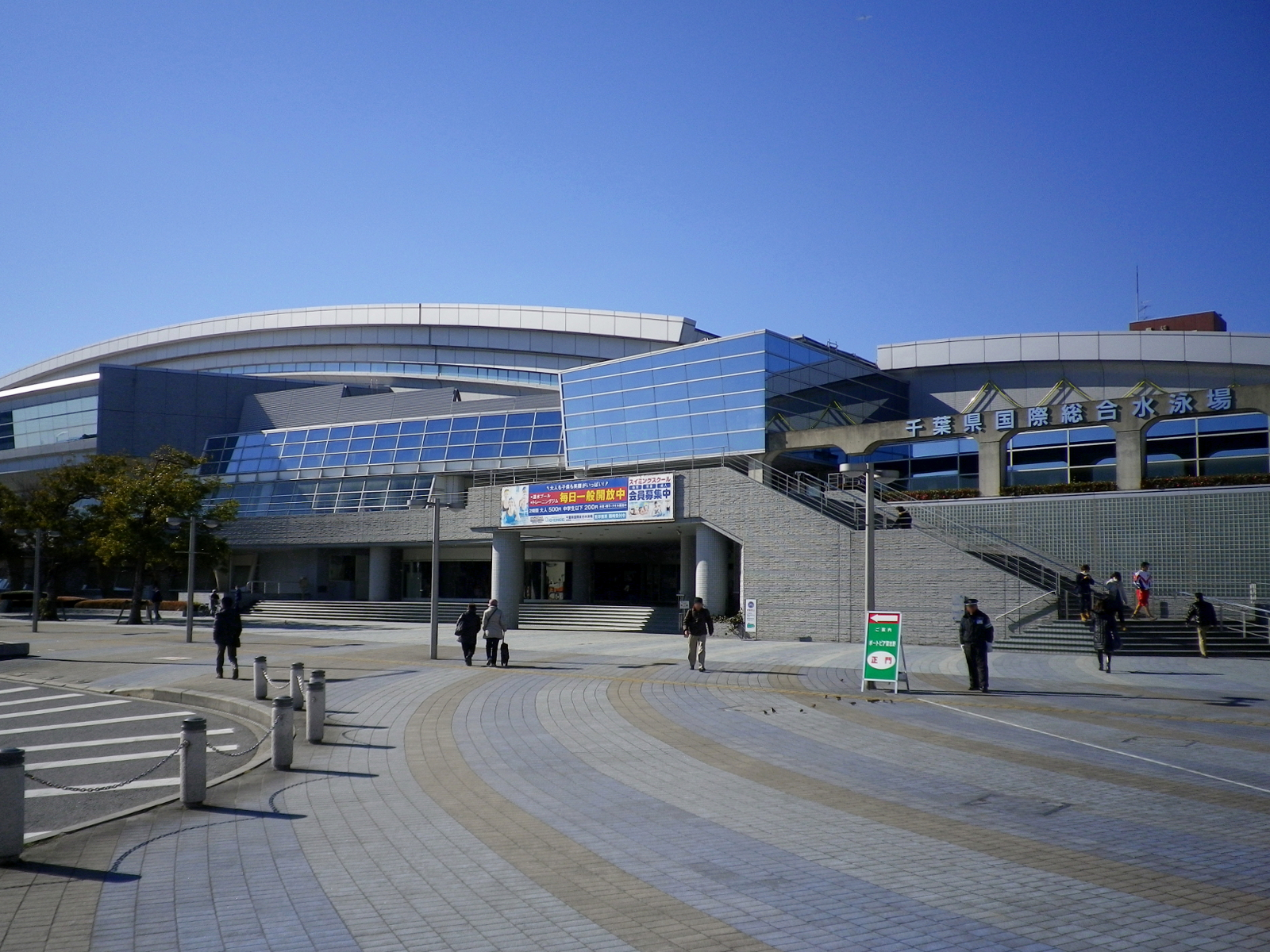
千葉県国際総合水泳場

- 湾岸習志野インターチェンジ（東関東自動車道）
- 秋津総合運動公園
- 千葉県国際総合水泳場
- 千葉工業大学 新習志野キャンパス
- 千葉県立津田沼高等学校
- 日本ケーブル工場
- 島忠 ホームズ幕張店
- 東京インテリア 幕張店
- カインズ 幕張店
- ミスターマックス 新習志野店
  - ベルクス 新習志野店
- 谷津干潟（徒歩約20分）
- サッポロビール 千葉工場
  - サッポロビール千葉ビール園（無料シャトルバスで10分、復路は35分[注 2]）
- ケーズデンキ 新習志野店
- ハイパーモールメルクス
- 千葉港葛南地区（船橋港）
  - SHIRASE（3代目南極観測船、現在はウェザーニューズが保有し同港へ係留）

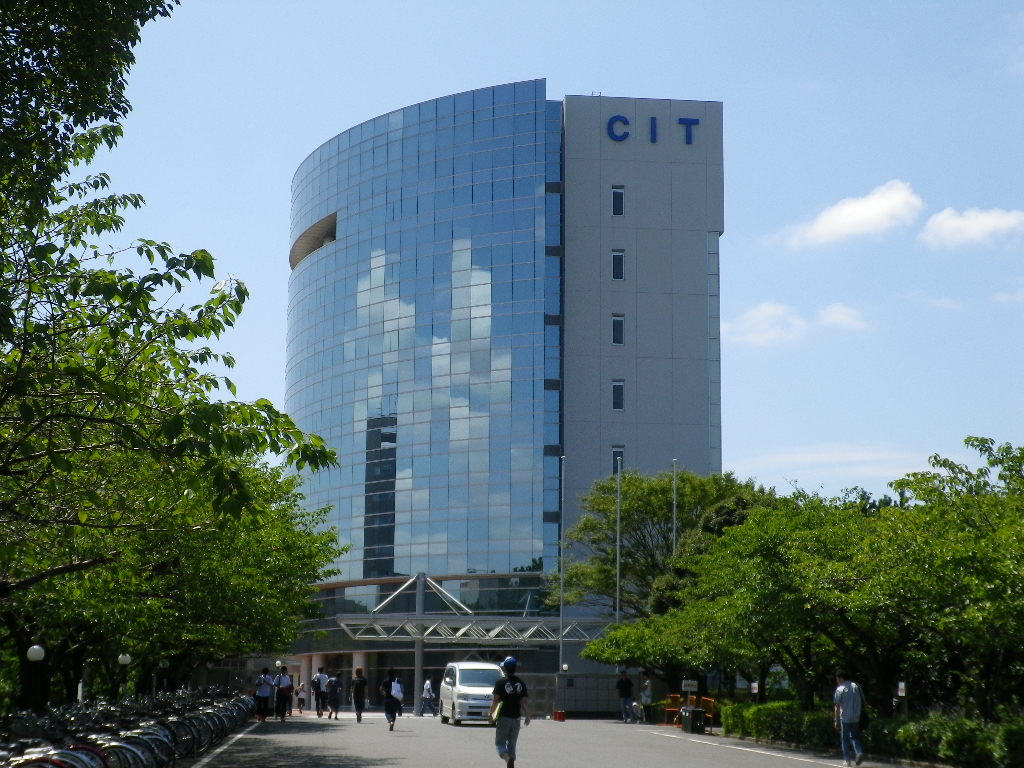
千葉工業大学 新習志野キャンパス
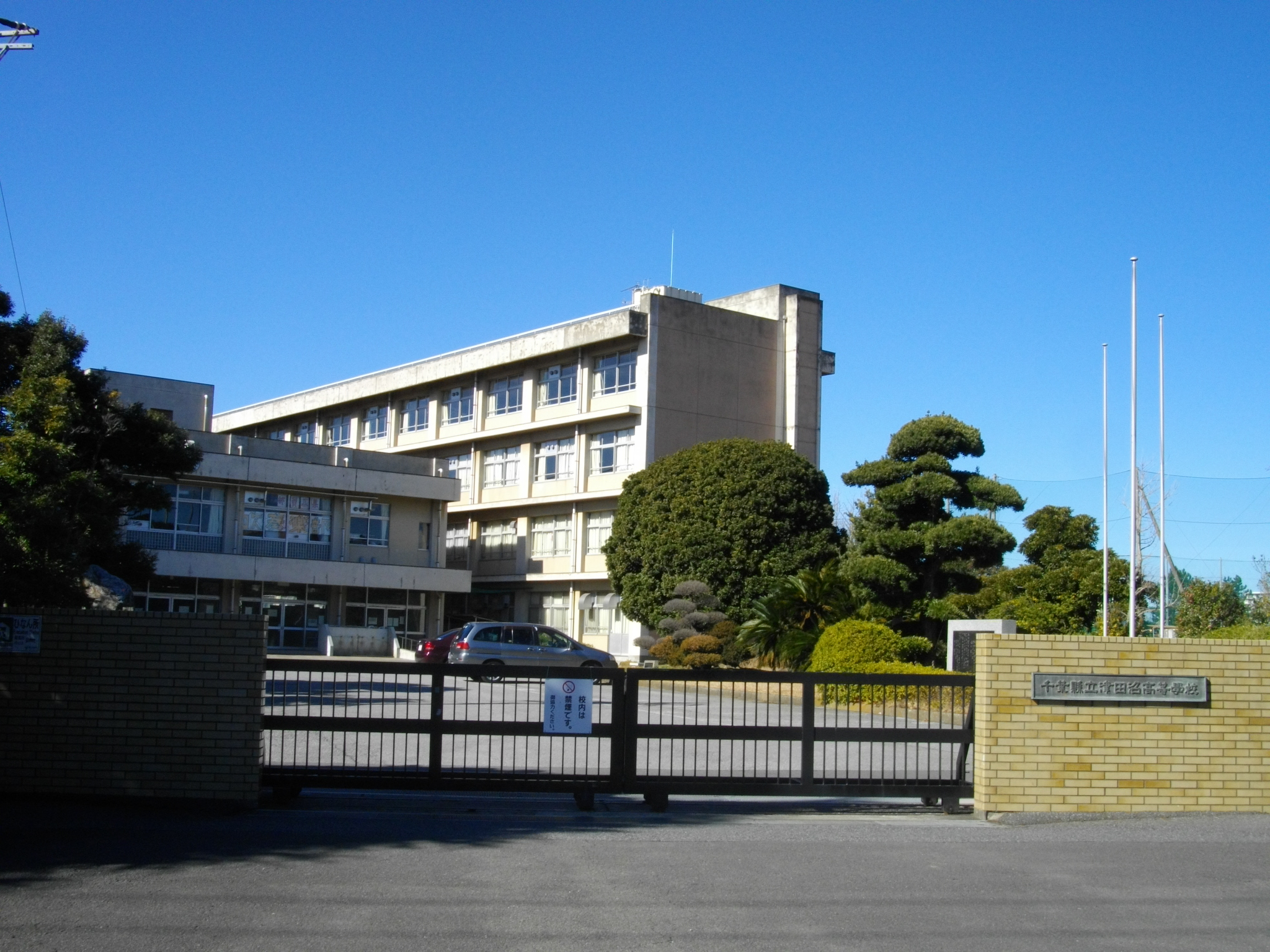
千葉県立津田沼高等学校
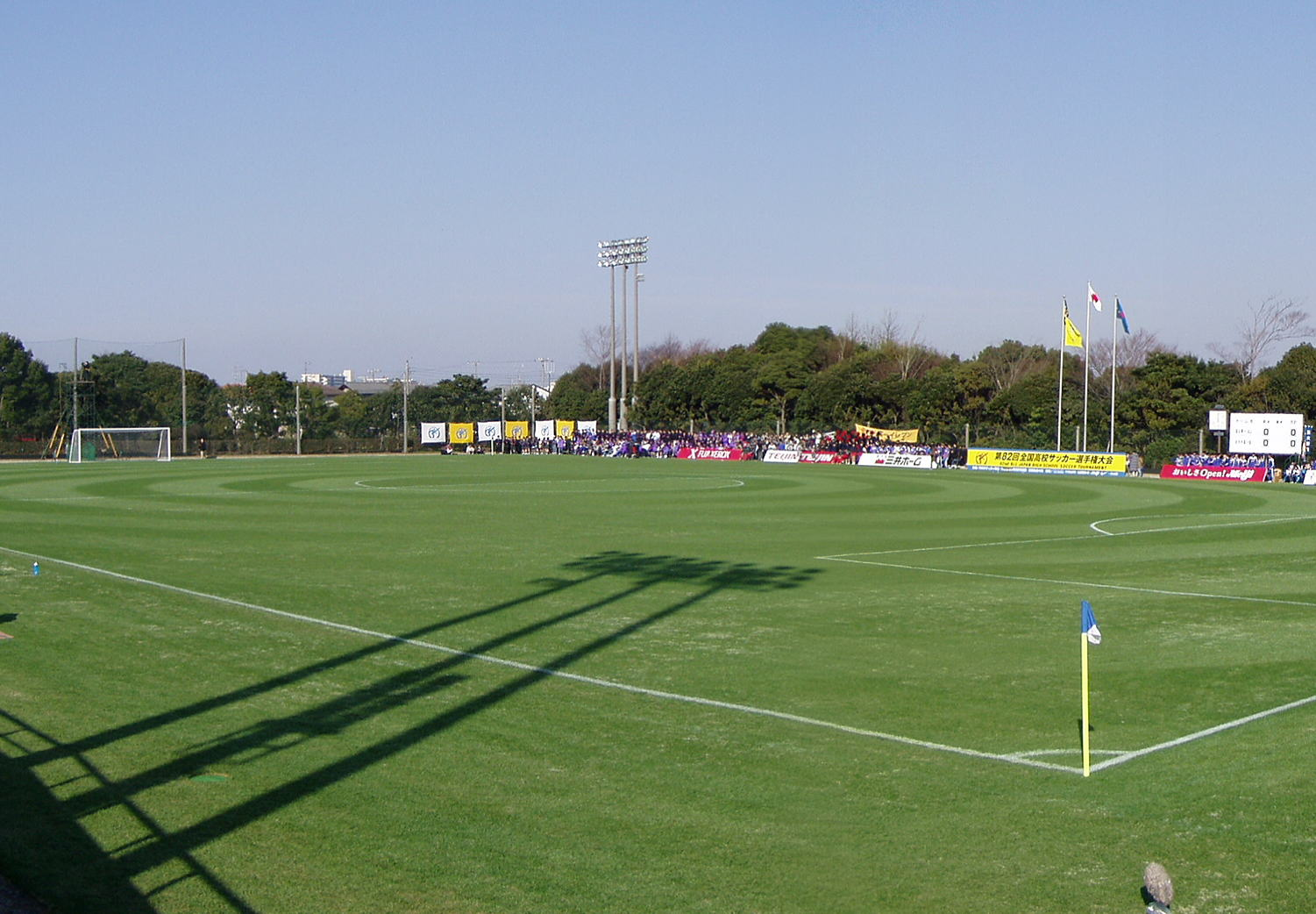
習志野市秋津公園サッカー場
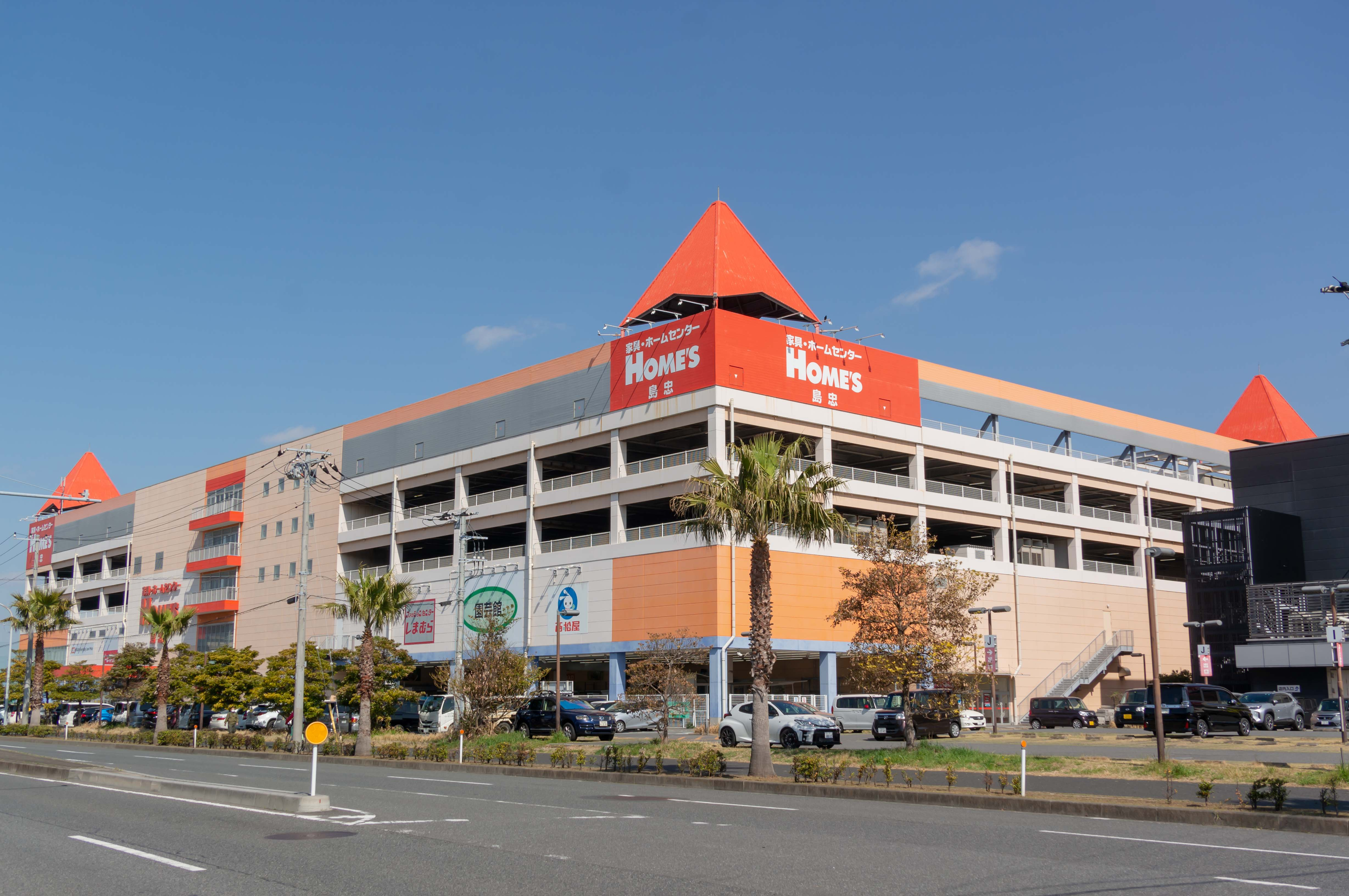
島忠 ホームズ幕張店
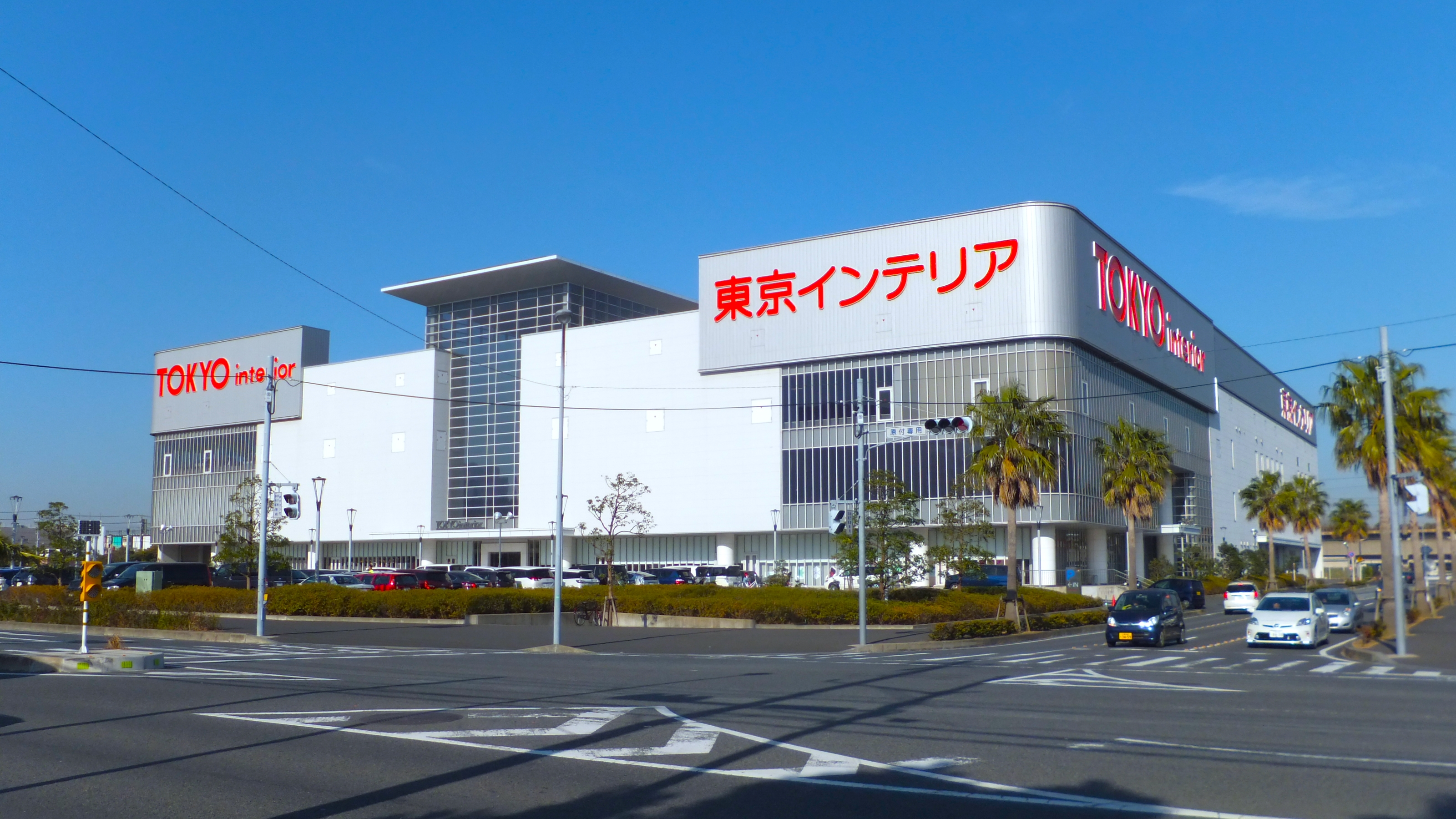
東京インテリア 幕張店
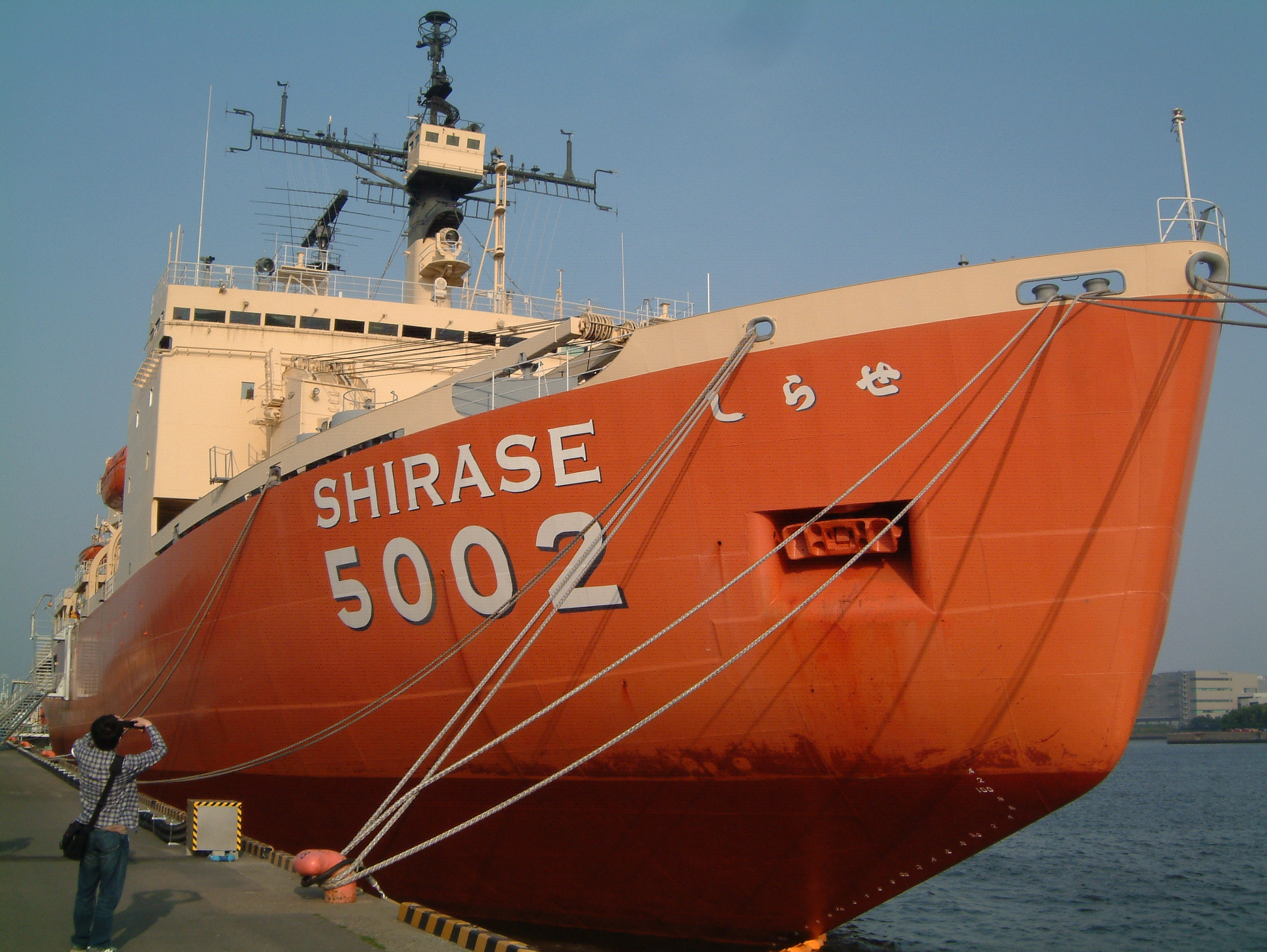
船橋港（SHIRASE）

## バス路線
南口側にロータリーがあり、京成バスが乗り入れている。
- 1番のりば
  - 海61：海浜幕張駅
  - 津46：幕張メッセ中央
  - 津53・津54・津73・津74・新習62：新都心営業所
- 2番のりば
  - 津46・津51・津52・津53・津54・津73・津74：津田沼駅
- 3番のりば
  - 幕11：幕張本郷駅
  - 習志野市ハッピーバス 京成津田沼駅海浜ルート：京成津田沼駅 / 海浜公園

## その他
- 2000年、JR東日本のCM撮影に当駅のホームが使用された。
- 2005年、フジテレビ系で放送されていたドラマ「1リットルの涙」の第3話の収録に当駅前が使用された。
- 2017年までは南北とも出入口の上部にある駅名看板が開業以来全く更新されず、それまで漢字表記のみだった。

## 隣の駅
東日本旅客鉄道（JR東日本）
 京葉線
■快速
通過
■各駅停車（武蔵野線直通含む）・■しもうさ号
南船橋駅 (JE 11) - 新習志野駅 (JE 12) - 幕張豊砂駅 (JE 13)